# Moč (Pokemon)
Ko govorimo o moči Pokémona si predstavljamo seštevek važnejših podatkov o Pokémonu. To so:
- HP
- Moč napada
- Moč obrambe
- Specialni napad
- Specialna obramba
- Hitrost